# إيمانويل لامور
إيمانويل أندرو لامور  (من مواليد 8 يونيو 1989) هو لاعب خط وسط في كرة القدم الأمريكية. تم التوقيع مع فريق سينسيناتي بنغالز في عام 2012. لعب كرة القدم الأمريكية الجامعية في ولاية كانساس.

## السنوات المبكرة
أثناء حضوره أكاديمية الملك في ويست بالم بيتش، فلوريدا، كتب لامور في كرة قدم المدرسة الثانوية سباقات المضمار والميدان وقاد الأسود إلى رقم قياسي 8-4 ككبار، مسجلاً 70 تدخلات، وثلاثة اعتراضات، واثنان من الأخطاء الإجبارية. حصل على أوسمة All-Palm Beach County وحصل على تقدير مشرف من جميع أنحاء الولاية لجهوده.
كطالب جديد في عام 2008 في كلية المجتمع المستقلة، كان لامور لديه 45 تدخلًا في تسع مباريات، مع كيس واحد واثنين من اعتراضات الكرة، وحصل على اختيار الفريق الثاني في كل المؤتمر.
التزم لامور بجامعة ولاية كانساس في 18 يناير 2009، باختيار ويلدكاتس على عروض المنح الدراسية من أركنساس وكانساس وأوهايو.

## مهنة الكلية
لعب لامور كرة القدم الأمريكية الجامعية لفريق كرة القدم في ولاية كانساس وايلد كاتس من عام 2009 إلى عام 2011. أنهى مسيرته الجامعية مع 197 تدخلًا للكرة، وكيسين ، و 5 اعتراضات، و 16 انحرافًا في التمريرات، و 2 تمريرة إجبارية.
في سنته الثانية، كان لديه 68 تدخلات، 3 اعتراضات، و 5 انحرافات في التمريرات. كما تصدى لامور لهدف ميداني ضد ولاية أيوا أنهى المباراة. 
في سنته الأولى، كان لامور لديه 46 تدخلًا، واعتراضًا، وكيسين، و 3 انحرافات تمرير. 
في سنته الأخيرة، كان لديه 83 تدخلات، 8 انحرافات تمرير، 2 تمريرة قسرية، واعتراض. 

### إحصائيات الكلية
| إحصائيات الموسم العادية | إحصائيات الموسم العادية | إحصائيات الموسم العادية | إحصائيات الموسم العادية | تدخلات | تدخلات | تدخلات | تدخلات | تدخلات | اعتراضات | اعتراضات | اعتراضات | اعتراضات | اعتراضات | اعتراضات |
| الموسم                  | فريق                    |                         |                         |        |        |        |        |        |          |          |          |          |          |          |
| ----------------------- | ----------------------- | ----------------------- | ----------------------- | ------ | ------ | ------ | ------ | ------ | -------- | -------- | -------- | -------- | -------- | -------- |
| 2009                    | ولاية كانساس            | 12                      | 12                      | 68     | 44     | 24     | 0.0    | 1.0    | 5        | 3        | 31       | 10.3     | 0        | 0        |
| 2010                    | ولاية كانساس            | 12                      | 12                      | 46     | 23     | 23     | 2.0    | 3.0    | 3        | 1        | 10       | 10.0     | 0        | 0        |
| 2011                    | ولاية كانساس            | 13                      | 13                      | 83     | 67     | 57     | 0.0    | 6.0    | 8        | 1        | 15       | 15.0     | 0        | 0        |
| المجاميع                | المجاميع                | 37                      | 37                      | 197    | 114    | 83     | 2.0    | 10.0   | 16       | 5        | 56       | 11.2     | 0        | 0        |

### سينسيناتي بنغالز

#### 2012
ذهب لامور بدون صياغة في مسودة اتحاد كرة القدم الأمريكية لعام 2012 ولم يتلق أي عروض تعاقدية للتوقيع كلاعب حر غير مصاغ فور انتهاء المسودة. تلقى لامور دعوة لتجربة سينسيناتي بنغالز وحضور مخيم صغير مبتدئ. في 14 مايو 2012، وقع سينسيناتي بنغالز على عقد لامور لمدة ثلاث سنوات بقيمة 1.44 مليون دولار. 
خلال المعسكر التدريبي، تنافس على مكان في القائمة كظهير احتياطي خارجي ضد دونتاي موخ وميكا جونسون ودان سكوتا وبراندون جوينر.في 31 أغسطس 2012، تم إصدار لامور كجزء من التخفيضات النهائية في قائمة بنغالز. في اليوم التالي، وقع سينسيناتي بنغالز على لامور لفريقهم التدريبي. في 2 نوفمبر 2012، تمت ترقيته إلى القائمة النشطة بعد أن وضع الفريقد دونتاي موخ في قائمة الإصابات غير المرتبطة بكرة القدم التي تنتهي الموسم.  عين المدرب مارفن لويس لامور خامس لاعب ظهير خارجي على مخطط العمق، خلف ماني لوسون، فونتاز بورفيكت، دان سكوتا، وفينسنت ري.
في يوم الأحد التالي، 4 نوفمبر 2012، قام لامور بظهوره الاحترافي لأول مرة في الموسم العادي وسجل ثلاث تدخلات مشتركة وكسر تمريرة خلال خسارة 31-23 أمام دنفر برونكو في الأسبوع 9. في الأسبوع التالي، جمع لامور أعلى مستوى في الموسم بست مرات تدخل مجتمعة في فوز فريق بنجالز 31-13 على نيويورك جاينتس في الأسبوع 10. أنهى موسمه المبتدئ في عام 2012 مع 19 تدخلات مشتركة (عشرة منفردة) وانحراف التمريرات في تسع مباريات وبدون بدايات.
احتل فريق بنغالز المركز الثاني في  شمال الاتحاد الآسيوي لكرة القدم في عام 2012 برقم قياسي 11-5 وحصل على مرسى حرف البدل. في 5 يناير 2013، ظهر لامور في أول مباراة فاصلة له في مسيرته الكروية، وبدأ مسيرته الأولى بدلاً من ماني لوسون، وسجل اثنين من التدخلات المشتركة في خسارة بنجالز 19-13 في هيوستن تكساس في لعبة بطاقة البدل للاتحاد الآسيوي لكرة القدم. 

#### 2013
خلال المعسكر التدريبي في عام 2013، تنافس لامور على وظيفة ظهير خارجي احتياطي ضد آرون مايبين وشون بورتر وجايسون ديمانش وفنسنت ري وبراندون جوينر وبروس تايلور. في 30 أغسطس 2013، خرج لامور من الملعب بسبب إصابة في الكتف عانى منها أثناء التصدي لدونالد براون في فوز بينغالز 27-10 على إنديانابوليس كولتس في رابع مباراة قبل بداية الموسم. في اليوم التالي، وضع البنغالز لامور في احتياطي نهاية الموسم المصاب بسبب خلع في الكتف.

#### 2014
دخل لامور معسكر التدريب كبديل محتمل لجيمس هاريسون في مركز الظهير القوي. تنافس ضد جيسون ديمانش وبراندون جوينر.  عين المدرب الرئيسي مارفن لويس لامور لاعب خط الوسط القوي لبدء الموسم العادي، جنبًا إلى جنب مع فونتاز بورفيكت ولاعب الوسط راي موالوجا.
بدأ في افتتاح موسم بنجالز في بالتيمور رافينز وسجل عشر تدخلات مشتركة (خمسة منفردة)، انحرف تمريرة، واعترض تمريرة جو فلاكو في الربع الثالث من انتصارهم 23-16. كان لامور غير نشط خلال خسارة بنجالز في الأسبوع السابع في إنديانابوليس كولتس بسبب إصابة في الكتف.في الأسبوع 10، جمع 11 تدخلًا مشتركًا لأعلى مستوى في الموسم (خمسة منفردة) في خسارة 24-3 أمام كليفلاند براونز. في الأسبوع 15، تعرض لامور لإصابة في أوتار الركبة خلال فوز 30-0 في كليفلاند براونز. أبعدته إصابته عن فوز بنجالس في الأسبوع 16 على دنفر برونكو.أنهى موسم 2014 NFL مع 91 تدخلًا مشتركًا (53 منفردًا)، وسبعة انحرافات تمريرة، واعتراضين في 14 مباراة و 13 بداية. 

#### 2015
في عام 2015، لعب لامور في أول ست مباريات من الموسم، حيث جمع 19 تدخلات، وكيسًا مشتركًا، وتمريرة واحدة دفاعية، وفرق خاصة تتعثر. في الأسبوع الثاني ضد سان دييجو تشارجرز، استعاد ركلة خافتة من كينان ألين في الربع الأول والتي أدت إلى هبوط بنغلس ليتقدم 7-0. في 11 أكتوبر ضد سياتل سي هوكس، كان له الفضل في ثلاث تدخلات، وتعاون مع نهاية دفاعية لكارلوس دنلاب لإقالة سي هوكس قورتربك راسل ويلسونلخسارة ثمانية ياردات في الوضع الثالث في أواخر الربع الرابع. في الأسبوع التالي في بوفالو، سجل ستة مواجهات في الموسم في فوز فريق بنغالز على Bills 34-21.

### مينيسوتا الفايكنج
وقع لامور مع مينيسوتا فايكنجز في 9 مارس 2016، وجمع شمله مع المنسق الدفاعي السابق، مايك زيمر، الذي كان في ذلك الوقت مدرب الفايكنج الرئيسي.

### أوكلاند رايدرز
في 21 مارس 2018، وقع لامور مع أوكلاند رايدرز، وجمع شمله مع المنسق الدفاعي السابق لبنجالز بول جينتر. لعب في تسع مباريات، من أربع مباريات، قبل أن يتم التنازل عنه في 18 ديسمبر 2018.

### نيويورك جتس
في 19 ديسمبر 2018، حصلت شركة لامور على التنازلات من قبل نيويورك جتس.

### إحصائيات اتحاد كرة القدم الأميركي
| الموسم  | الموسم            | ألعاب | ألعاب | تدخلات | تدخلات | تدخلات | تدخلات | تدخلات | اعتراضات | اعتراضات | اعتراضات | اعتراضات | اعتراضات | اعتراضات |
| سنة     | فريق              |       |       |        |        |        |        |        |          |          |          |          |          |          |
| ------- | ----------------- | ----- | ----- | ------ | ------ | ------ | ------ | ------ | -------- | -------- | -------- | -------- | -------- | -------- |
| 2012    | سينسيناتي بنغلس   | 9     | 0     | 19     | 10     | 9      | 0.0    | -      | 3        | 0        | 0        | 0.0      | 0        | 0        |
| 2014    | سينسيناتي بنغلس   | 14    | 13    | 91     | 53     | 38     | 0.0    | -      | 7        | 2        | 6        | 3.0      | 5        | 0        |
| 2015    | سينسيناتي بنغلس   | 16    | 2     | 40     | 27     | 13     | 0.5    | -      | 1        | 0        | 0        | 0.0      | 0        | 0        |
| 2016    | مينيسوتا الفايكنج | 16    | 0     | 13     | 5      | 8      | 0.0    | -      | 0        | 0        | 0        | 0.0      | 0        | 0        |
| 2017    | مينيسوتا الفايكنج | 16    | 0     | 17     | 9      | 8      | 0.0    | -      | 1        | 0        | 0        | 0.0      | 0        | 0        |
| المجموع | المجموع           | 71    | 15    | 180    | 104    | 76     | 0.5    | -      | 12       | 2        | 6        | 3.0      | 5        | 0        |

## الحياة الشخصية
لامور من أصل هايتي. وهو الشقيق التوأم للاعب كرة القدم صموئيل لامور. أطلق زملائه وعائلته على لامور لقب «إي مان». تزوج المغنية وكاتبة الأغاني كريستال جاكسون (من بيل جليد، فلوريدا) في فبراير 2019.

## روابط خارجية
- السيرة الذاتية لولاية كانساس
- سينسيناتي بنغلس بيو